# Matteo Bartoli (politik)
Matteo Bartoli (10. dubna 1859 – 27. prosince 1917 Biella) byl rakouský právník a politik italské národnosti z Istrie, na přelomu 19. a 20. století poslanec Říšské rady.

## Biografie
Profesí byl advokátem. Vystudoval práva na Univerzitě Štýrský Hradec, kde promoval roku 1888.
Zasedal jako poslanec Istrijského zemského sněmu. Zemským poslancem byl od roku 1893 za obvod Poreč. Podporoval italské iredentistické hnutí a odmítal slovinské národnostní požadavky v Istrii. Podílel se na italských obstrukcích v zemském sněmu, které na dlouhou dobu paralyzovaly jeho činnost. Zasazoval se o vznik italské univerzity v Terstu.
Byl i poslancem Říšské rady (celostátního parlamentu Předlitavska), kam usedl ve volbách roku 1891 za kurii velkostatkářskou v Istrii. Slib složil 13. dubna 1891. Mandát obhájil i ve volbách roku 1897, nyní za všeobecnou kurii, obvod Poreč, Koper, Pazin, Pula, Lošinj, Krk, Volosca. Uspěl i ve volbách roku 1901, tentokrát za kurii městskou a obchodních a živnostenských komor, obvod Poreč, Koper, Piran, atd./Rovinj. Do parlamentu se dostal i ve volbách roku 1907, konaných poprvé podle všeobecného a rovného volebního práva. Uspěl za obvod Istrie 02. Ve volebním období 1891–1897 se uvádí jako Dr. Matthäus Bartoli, statkář, bytem Rovinj. V Rovinji byl v letech 1900–1903 starostou.
Politicky byl orientován jako italský liberál. Po volbách roku 1891 se uvádí jako člen Coroniniho klubu. Ve volbách roku 1897 patřil mezi liberální italské kandidáty. Rovněž tak ve volbách roku 1901 je řazen mezi italské liberály. Je zachycen na fotografii, publikované v květnu 1906 (ovšem pořízené cca v roce 1904), mezi 18 členy poslaneckého klubu Italské sjednocení (Italienische Vereinigung) na Říšské radě. Po volbách v roce 1907 usedl v parlamentu do Klubu liberálních Italů. Ve volbách roku 1911 neuspěl.
V době vypuknutí světové války uprchl z Rakouska-Uherska a usadil se v Itálii.
Zemřel v prosinci 1917. Zprávy o jeho smrti již ale rakouský tisk přinesl v září 1916. Podle nich měl zemřít v Římě.